# عائلة فوق تنور ساخن (مسلسل)

## قصة المسلسل
عائلة فوق تنور ساخن، هو مسلسل كويتي سعودي مشترك، يحكي عن قصة عائلة زوج وزوجته و ابن وبنت و جدتهم .. و الاب بو صالح طماع جدا ويبحث عن المال ومصالح الخاصة عن طريق محاولة تزويج ابنه وابنته من عائلة ثرية ولكن تقف في وجهه عائلته .. ولدى بو صالح اخ من السعودية وقد ابعدتهم الدنيا ليلتقوا مجددا بعد عمل مسامح في الكويت والذي احب هيلة بنت أبو صالح .. و يحب ابنه صالح ابنة صخر أحد عملاء شركة بو صالح ويتزوج ابنته رغم رفض والده

## ابطال المسلسل
| الفنان               | الشخصية        |
| -------------------- | -------------- |
| حياة الفهد           | الجدة          |
| خالد النفيسي         | بو صالح        |
| مريم الغضبان         | ام صالح        |
| بكر الشدي            | صالح           |
| علي المفيدي          | صخر            |
| انتصار الشراح        | رقية           |
| غانم الصالح          | حمدان          |
| هند كامل             | هيلة           |
| هدى حسين             | سلوى           |
| محمد المفرح          | بو مسامح       |
| مطرب فواز            | مسامح          |
| عبدالناصر درويش      | (الخطيب)       |
| حمد صالح ( امبيريك ) | نافع           |
| علي العلي            | مرزوق          |
| عبدالرحمن الخطيب     | ثابت (القهوجي) |